# Méthode de Laue

Principe général de la diffraction de Laue.

La méthode de Laue est un procédé de radiocristallographie qui consiste à recueillir le cliché de diffraction d'un faisceau polychromatique de rayons X ou de neutrons par un monocristal fixe. Cette méthode, la plus ancienne des méthodes de diffraction, doit son nom à Max von Laue qui obtint le prix Nobel de physique en 1914 pour ses travaux sur la diffraction.

## Historique

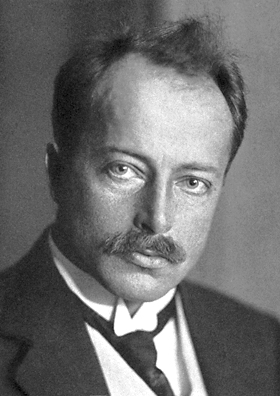
Le physicien allemand Max von Laue

La méthode de Laue est historiquement la première méthode de diffraction de rayons X. Elle fut mise en œuvre pour la première fois en 1912 par Walther Friedrich et Paul Knipping, sur les idées de Max von Laue. 
La méthode de Laue fut utilisée pour la détermination de structures cristallines, avant d'être remplacée pour cela par des techniques plus précises ou plus commodes. Facilement disponible en laboratoire, la méthode de Laue reste encore largement utilisée pour orienter les monocristaux suivant une direction cristallographique particulière.
L'invention des synchrotrons ouvrit des possibilités nouvelles d'utilisations de la méthode de Laue. Les intensités importantes des flux permit de tirer parti des avantages de la méthode de Laue, i.e. principalement la possibilité d'obtenir en un temps très court une très grande quantité d'information sans avoir à bouger l'échantillon. Des stratégies optimisées de collectes et traitement des données permirent notamment la réalisation d'expériences de diffraction en temps réel avec une résolution temporelle inférieure à la nanoseconde.

## Aspects techniques et expérimentaux

### Sources de rayons X

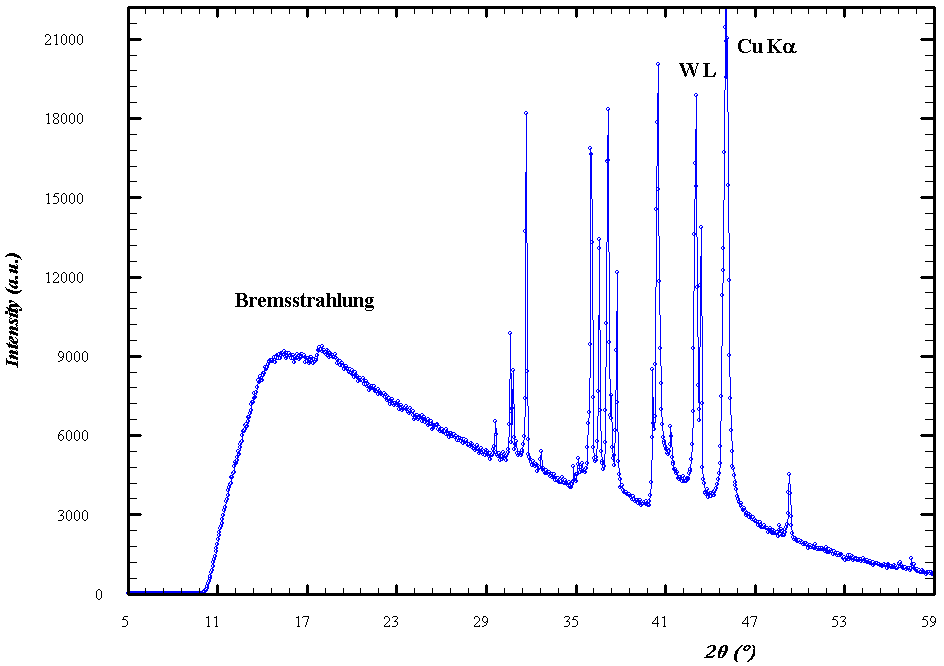
Spectre d'émission d'un tube à rayons X conventionnel à anode de cuivre.

La méthode de Laue requiert un faisceau de rayons X polychromatique couvrant de manière continue une large gamme de longueurs d'onde.  
Un tel faisceau est réalisé naturellement dans les sources conventionnelles de rayons X : c'est le rayonnement de freinage, ou Bremsstrahlung, produit par la décélération des électrons à leur arrivée sur l'anode. Ce rayonnement est produit quel que soit le matériau d'anode choisi, mais il est plus ou moins intense selon le matériau. On peut utiliser des tubes classiques à anode de cuivre, mais les plus indiqués sont les tubes de tungstène (utilisés pour l'absence de raies spectrales fournissant un Bremsstrahlung continu).
En synchrotron, les rayons X sont produits par accélération d'électrons dans un anneau circulaire. Le contrôle du faisceau d'électrons permet d'obtenir des faisceaux couvrant toute la gamme des rayons X (et même au-delà).

### Détecteurs
La méthode de Laue requiert un détecteur plan, placé perpendiculairement au faisceau incident. Il s'agissait initialement de plaques photographiques. Les appareils modernes utilisent des détecteurs à deux dimensions de type detecteur CCD ou détecteur à luminescence photostimulée (image plate).

### Géométries
On distingue deux géométries différentes : la diffraction de Laue en transmission et en réflexion. Dans le premier cas, l'écran est place derrière l'échantillon ; on collecte les faisceaux diffractés vers l'avant. Dans le second cas, on collecte les faisceaux diffractés vers l'arrière. Travailler en réflexion permet de réaliser l'expérience sur des échantillons fortement absorbants sans avoir à les amincir.

## Description théorique

### Représentation géométrique

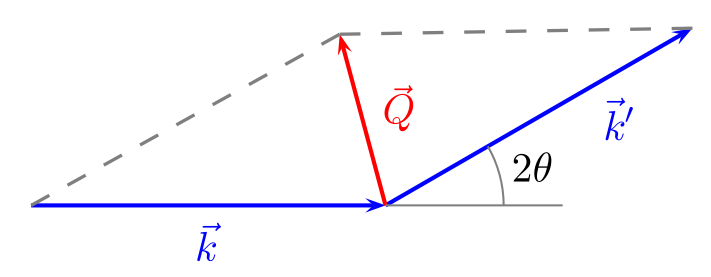
Définition du vecteur de diffusion en fonction des vecteurs d'onde des faisceaux incident et diffusé.

On considère la diffraction d'un faisceau polychromatique par un cristal fixe.
Pour une longueur d'onde donnée, un faisceau incident est décrit par son vecteur d'onde {\displaystyle {\vec {k}}} dirigé dans le sens de propagation du faisceau et de norme {\displaystyle {\frac {2\pi }{\lambda }}}. On considère que le faisceau polychromatique contient toutes les longueurs d'onde entre deux valeurs minimale et maximale {\displaystyle \lambda _{min}} et {\displaystyle \lambda _{max}}. Un faisceau diffracté est décrit de même par son vecteur d'onde {\displaystyle {\vec {k}}'}. Les deux vecteurs {\displaystyle {\vec {k}}} et {\displaystyle {\vec {k}}'} permettent de définir le vecteur de diffusion, souvent noté {\displaystyle {\vec {Q}}} :
{\displaystyle {\vec {Q}}={\vec {k}}'-{\vec {k}}}.
Les directions dans lesquelles les faisceaux diffusés interfèrent de manière constructive sont alors données par la condition de Laue : il suffit que l'extrémité du vecteur de diffusion coïncide avec un nœud du réseau réciproque. Le cristal étant fixe, il est commode pour donner une représentation géométrique de la méthode de Laue de dessiner le lieu des extrémités de ce vecteur.
Puisqu'on ne s'intéresse qu'à la diffusion élastique, c'est-à-dire aux ondes diffusées à la même énergie que le faisceau incident, on ne considère pour une longueur d'onde donnée que les vecteurs diffusés de même longueur que le vecteur d'onde du faisceau incident. Quand le faisceau diffusé décrit toutes les orientations possibles, l'extrémité du vecteur de diffusion décrit une sphère de rayon {\displaystyle 2\pi /\lambda }, c'est la sphère d'Ewald. En tenant compte de toutes les longueurs d'onde présentes dans le faisceau incident, on obtient une famille de sphères. Tous les nœuds présent dans cette zone donnent lieu à diffraction, et donc peuvent mener à une tache de diffraction sur le détecteur.

### Propriétés du cliché de diffraction
Un cliché de Laue est une image déformée du réseau réciproque. De manière générale, à des points alignés dans le réseau réciproque correspondent des taches situées sur une conique sur le cliché (des ellipses ou des branches d'hyperbole).
Sur un cliché de Laue, les différentes harmoniques d'une réflexion sont toutes confondues dans la même tache. En effet, le faisceau et le cristal étant fixes, tous les nœuds du réseau réciproques alignés sur une même ligne passant par l'origine diffractent dans la même direction. Une tache indexée {\displaystyle (hkl)} est donc le résultat de la somme de tous ses multiples {\displaystyle (nhnknl)} accessibles dans la gamme de longueurs d'onde utilisée. 
Enfin, un cliché de Laue présente toujours un centre d'inversion. Dans un cristal dépourvu de centre d'inversion, des réflexions {\displaystyle (hkl)} et {\displaystyle ({\overline {h}}{\overline {k}}{\overline {l}})} ont des phases différentes mais des intensités identiques. Dans la mesure où la plaque photographie ou le détecteur n'est pas sensible à la phase, cette information est perdue dans une expérience de Laue. C'est la loi de Friedel qu'on peut formuler comme suit : « Un cliché de diffraction ne peut pas révéler l'absence de centre de symétrie ». 
Ces propriétés du cliché de Laue imposent des limitations sur l'information disponible pour la détermination de la structure cristalline. Il n'est pas possible d'identifier les extinctions systématiques permettant la détermination du symbole de diffraction et du groupe d'espace. Il est impossible de mettre en évidence la présence d'un plan miroir glissant ou d'un axe hélicoïdal. De plus, il n'est pas possible a priori d'isoler l'intensité d'une réflexion. En définitive, la méthode de Laue permet seulement d'affecter le cristal à une des 11 classes de Laue.

## Utilisations

### Orientations de cristaux
Avant de réaliser une expérience de physique sur un cristal, il est souvent nécessaire de l'aligner suivant une direction cristallographique précise. La méthode de Laue permet de le faire de manière routinière. Le cristal est placé sur une tête goniométrique. Le cliché obtenu est une figure composée d'un ensemble de taches représentant toutes les directions de l'espace réciproque. Il est alors nécessaire, à ce niveau, d'indexer les taches de diffraction, c'est-à-dire retrouver la nomenclature [hkl] des directions de l'espace réciproque qui ont diffracté et les nommer.
Dans un second temps on peut alors calculer les désorientations en fonction du point (direction hkl) à corriger en le ramenant, par exemple, au centre du diagramme. Le calcul des angles de corrections s'obtenait anciennement avec des abaques dit de Greninger référencés en fonction des distances cristal-film. À ce jour plusieurs logiciels (OrientExpress) permettent des indexations par superposition des diagrammes théoriques et pratiques, ils permettent aussi le calcul automatique des corrections angulaires à apporter à la tête goniométrique ou au système de réorientation.

### Détermination de la structure d'un cristal
La méthode de Laue peut être employée pour la résolution d'une structure cristalline, mais dans la pratique, elle est tombée en désuétude au profit de méthodes plus commodes (méthode de Buerger, goniomètre à quatre cercles).

#### Détermination de la classe de Laue

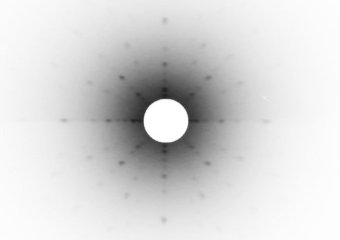
Cliché d'un cristal cubique obtenu par la méthode de Laue en retour, avec le faisceau de rayons X dirigé suivant une arête du cube. Le cliché fait apparaître l'axe de rotation d'ordre 4, ainsi que deux plans miroirs.

Partant d'un cristal de structure cristallographique inconnue, la détermination de sa classe de Laue est la première étape sur le chemin vers la structure complète. Il existe 11 classes de Laue, chacune correspondant à plusieurs groupes ponctuels de symétrie possibles.
Si on dispose d'un cristal orienté selon ses directions de plus hautes symétries. L'identification de la classe de Laue se fait en examinant les symétries des clichés de diffraction obtenus selon ces directions.
| Système réticulaire | Classes de Laue | Groupes ponctuels du cristal |
| ------------------- | --------------- | ---------------------------- |
| Triclinique         | 1               | 1, 1                         |
| Monoclinique        | 2/m             | 2, m, 2/m                    |
| Orthorhombique      | mmm             | 222, 2mm, mmm                |
| Quadratique         | 4/m             | 4, 4, 4/m                    |
| Quadratique         | 4/mmm           | 4mm, 422, 42m, 4/mmm         |
| Hexagonal           | 6/m             | 6, 6, 6/m                    |
| Hexagonal           | 6/mmm           | 6mm, 622, 62m, 6/mmm         |
| Rhomboédrique       | 3               | 3, 3                         |
| Rhomboédrique       | 3m              | 32, 3m, 3m                   |
| Cubique             | m3              | 23, m3                       |
| Cubique             | m3m             | 432, 43m, m3m                |

#### Mesure des paramètres de maille
Des méthodes permettant de déterminer les paramètres de la maille d'un cristal par la méthode de Laue ont été décrites dès les premiers temps de la cristallographie par William Henry Bragg et William Lawrence Bragg. Quelles qu'elles soient, ces méthodes requièrent une information sur la longueur d'onde (ou l'énergie) des faisceaux diffractés, et en particulier la longueur la plus courte {\displaystyle \lambda _{\mathrm {min} }} produisant une tache sur le cliché de diffraction. Dans un tube à rayons X de laboratoire, cette information peut être obtenue approximativement à partir de la tension d'accélération du tube. En synchrotron aujourd'hui, on dispose de détecteurs permettant d'analyser l'énergie des rayons diffractés. Cela permet d'identifier les symétries de la maille et d'en calculer ses paramètres.

## Méthode de Laue en diffraction des neutrons
La méthode de Laue peut également être utilisée en diffraction des neutrons. Les avantages et inconvients des neutrons par rapport aux rayons X sont les mêmes que pour toutes les autres méthodes de diffraction, notamment son excellente sensibilité aux éléments légers, sa sensibilité au magnétisme, et en contrepartie la nécessité d'un réacteur à neutrons qui limite l'utilisation de cette méthode à quelques grands instruments. Les diffractomètres VIVALDI à l'institut Laue-Langevin en France,, et Koala à l'ANSTO (en) en Australie sont consacrés à cette méthode. 
Les neutrons peuvent être produits dans deux types de source : 
- réacteur, où les neutrons sont produits par fission nucléaire de noyaux atomiques lourds (par exemple, 235U ou 239Pu) ;
- source à spallation, où les neutrons sont produits lors de bombardements d'une cible (plomb liquide par exemple) par des protons hautement énergétiques issus d'un accélérateur de particules.

Les neutrons ainsi obtenus produisent, après ralentissement dans de l'eau lourde, un faisceau polychromatique utilisable pour la méthode de Laue.